# Světový pohár v orientačním běhu 2023
Světový pohár v orientačním běhu v roce 2023 (Orienteering World Cup 2023) byl 28. ročníkem této soutěže. Skládal se ze 7 individuálních závodů a 3 štafetových závodů. Události se konaly v Norsku, České republice a Itálii.  
Mistrovství světa v orientačním běhu 2023 ve Švýcarsku nebylo součástí Světového poháru. Součástí byla naopak Mistrovství Evropy v orientačním běhu 2023 v Itálii, kterých se mohli zúčastnit i závodníci mimo Evropu.  
Matthias Kyburz ze Švýcarska získal svůj šestý celkový titul v mužské kategorii a první od roku 2018.  
Tove Alexanderssonová ze Švédska vyhrála svůj devátý celkový titul, čímž vyrovnala rekord Simone Niggli.
---

## Program světového poháru 2023
| č. | Datum          | Trať             | Místo             | Vítěz muži           | Vítěz ženy            |
| -- | -------------- | ---------------- | ----------------- | -------------------- | --------------------- |
| 1  | 27. duben 2023 | Long             | Østfold, Norsko   | Kasper Harlem Fosser | Tove Alexanderssonová |
| 2  | 29. duben 2023 | Middle           | Østfold, Norsko   | Kasper Harlem Fosser | Sara Hagströmová      |
| 3  | 2. srpen 2023  | Sprint           | Česká Lípa, Česko | Ralph Street         | Tove Alexanderssonová |
| 4  | 5. srpen 2023  | Middle           | Česká Lípa, Česko | Jannis Bonek         | Tove Alexanderssonová |
| 5  | 6. srpen 2023  | Long             | Česká Lípa, Česko | Kasper Harlem Fosser | Tove Alexanderssonová |
| 6  | 4. říjen 2023  | Sprint           | Verona, Itálie    | Matthias Kyburz      | Sara Hagströmová      |
| 7  | 8. říjen 2023  | Knock-Out Sprint | Vicenza, Itálie   | Matthias Kyburz      | Tove Alexanderssonová |

---